# Чаттерджи, Асима
Асима Чаттерджи (урожденная — Мукерджи) (англ. Asima Chatterjee; 23 сентября 1917, Калькутта, Британская Индия — 22 ноября 2006, Калькутта, Индия) — индийский химик, первая женщина, получившая степень доктора наук в Индии, пионер в области органической химии и фитомедицины.
Внесла огромный вклад в развитие медицины. Благодаря ей было создано множество лекарственных препаратов, которыми пользуются и до сих пор.

## Биография
Обучалась в Колледже при Шотландской церкви. Окончила Калькуттский университет.
В 1938 году получила степень магистра, в 1944 году — докторскую степень по органической химии в университете Калькутты, став первой женщиной, получившая степень доктора наук в Индии. Её докторская диссертация касалась химии растительных продуктов и синтетической органической химии. Среди ее научных руководителей был Шатьендранат Бозе.
Занималась исследованиями в Висконсинском университете в Мадисоне и Калифорнийском технологическом институте. Позже работала в Калькуттском университете.
Около 40 лет занималась исследованиями различных алкалоидных соединений, сосредоточившись на химии натуральных продуктов и разработке противомалярийных, противоэпилептических и химиотерапевтических препаратов.
Асима Чаттерджи — автор значительного объема материалов по лекарственным растениям, используемых на Индийском субконтиненте, около 400 статей, опубликованных в национальных и международных журналах.
Указом президента Индии была назначена депутатом Раджья сабха.

## Награды
- Кавалер ордена Падма Бхушан
- доктор honoris causa нескольких университетов
- К 130-летию  в Google Doodle появилось изображение Асимы Чаттерджи